# Čung Čchi-sin
Čung Čchi-sin (čínsky pchin-jinem Zhōng Qíxīn, znaky zjednodušené 钟齐鑫; * 7. dubna 1989, provincie Ťiang-si) je čínský reprezentant ve sportovním lezení (v lezení na rychlost – standardní 15m trať). Jako jediný lezec vůbec třikrát obhájil titul mistra světa, vítěz světového poháru v roce 2015 a Světových her v roce 2009.

## Výkony a ocenění
- nominace na Světové hry, které vyhrál v roce 2009, v roce 2013 získal bronz

### Rychlostní rekordy
Standardní 15m trať
- 7"35 – Světový pohár ve sportovním lezení 2008 – Qinghai (CHN) – 28. června 2008
- 7"22 – Světový pohár ve sportovním lezení 2009 – Trento (ITA) – 25. dubna 2009
- 6"64 – Mistrovství světa ve sportovním lezení 2009 – Qinghai (CHN) – 30. června 2009
- 6"47 – Arco Rock Master 2010 – Arco (ITA) – 16. července 2010
- 6"40 – Světový pohár ve sportovním lezení 2010 – Huaiji (CHN) – 29. října 2010
- 6"26 – Mistrovství světa ve sportovním lezení 2011 – Arco (ITA) – 23. července 2011

### Závodní výsledky
| Světové hry | Světové hry | Světové hry |
| Rok         | 2009        | 2013        |
| ----------- | ----------- | ----------- |
| Rychlost    | 1           | 3           |

| Mistrovství světa   | Mistrovství světa | Mistrovství světa | Mistrovství světa | Mistrovství světa | Mistrovství světa | Mistrovství světa | Mistrovství světa |
| Rok                 | 2007              | 2009              | 2011              | 2012              | 2014              | 2016              | 2018              |
| ------------------- | ----------------- | ----------------- | ----------------- | ----------------- | ----------------- | ----------------- | ----------------- |
| Rychlost            | 1                 | 1                 | —                 | —                 | —                 | —                 | —                 |
| Standardní 15m trať | —                 | 1                 | 1                 | 1                 | 12                | 14                | 4                 |
| Bouldering          | —                 | —                 | 53-55             | —                 | —                 | —                 | —                 |

| Arco Rock Master | Arco Rock Master | Arco Rock Master |
| Rok              | 2008             | 2010             |
| ---------------- | ---------------- | ---------------- |
| Rychlost         | 3                | 3                |

| Světový pohár        | Světový pohár      | Světový pohár     | Světový pohár    | Světový pohár | Světový pohár    | Světový pohár | Světový pohár     | Světový pohár    | Světový pohár     | Světový pohár | Světový pohár | Světový pohár      | Světový pohár      |
| Rok                  | 2006               | 2007              | 2008             | 2009          | 2010             | 2011          | 2012              | 2013             | 2014              | 2015          | 2016          | 2017               | 2018               |
| -------------------- | ------------------ | ----------------- | ---------------- | ------------- | ---------------- | ------------- | ----------------- | ---------------- | ----------------- | ------------- | ------------- | ------------------ | ------------------ |
| Rychlost             | 53-54              | 24                | 3                | 16            | 5                | 8-9           | 13                | 3                | 4                 | 1             | 12            | 7                  | 24                 |
| jednotlivě* (12/2/8) | 6,14, -,-,-, -,-,- | -,5,-, 37-38, -,- | -,6, · 13,, · ,- | -,-, · ,-     | , · 8,-,6, · 6,- | -,, · -,, · - | 6,17, · -,-, · -, | 15,12, · , · ,-, | ,-, · 16,8, · ,,8 | 8,, · ,       | ,             | ,6,6, -,15, -,7,9, | 6,-,-, 4,22, -,-,- |

* poznámka: nalevo jsou poslední závody v roce
| Asijské hry  | Asijské hry |
| Rok          | 2018        |
| ------------ | ----------- |
| Rychlost     | 2           |
| nejlepší čas | 5.641       |

| Mistrovství Asie | Mistrovství Asie | Mistrovství Asie | Mistrovství Asie | Mistrovství Asie | Mistrovství Asie |
| Rok              | 2007             | 2008             | 2013             | 2015             | 2017             |
| ---------------- | ---------------- | ---------------- | ---------------- | ---------------- | ---------------- |
| Obtížnost        | 23               | —                | —                | —                |                  |
| Rychlost         | 1                | 1                | 1                | 9                | 2                |
| Bouldering       | —                | —                | 12               | —                |                  |

| Mistrovství světa juniorů | Mistrovství světa juniorů |
| Rok                       | 2008 Junioři              |
| ------------------------- | ------------------------- |
| Rychlost                  | 3                         |